# Stergos Marinos
Stergos Marinos (Kos, 17 de Setembro de 1987) é um futebolista profissional grego, atualmente defende o Charleroi.